# Ectopatria
Ectopatria är ett släkte av fjärilar. Ectopatria ingår i familjen nattflyn.

## Dottertaxa tillEctopatria, i alfabetisk ordning[1]
- Ectopatria albilinea
- Ectopatria aspera
- Ectopatria canescens
- Ectopatria clavigera
- Ectopatria contrasta
- Ectopatria delographa
- Ectopatria deloptis
- Ectopatria dimidiata
- Ectopatria distincta
- Ectopatria euglypta
- Ectopatria eugraphica
- Ectopatria horologa
- Ectopatria intermixta
- Ectopatria loxonephra
- Ectopatria mniodes
- Ectopatria mundoides
- Ectopatria neuroides
- Ectopatria ochroleuca
- Ectopatria paurogramma
- Ectopatria pelosticta
- Ectopatria plinthina
- Ectopatria polymita
- Ectopatria provida
- Ectopatria renalba
- Ectopatria saxatilis
- Ectopatria spilomata
- Ectopatria spilonata
- Ectopatria subrufescens
- Ectopatria umbrosa
- Ectopatria virginea
- Ectopatria xerampelina